# Lista de softwares de mapeamento objeto-relacional
Esta é uma lista de softwares de mapeamento objeto-relacional mais conhecidos. Ela não está atualizada e nem inclui todos os softwares.

## Delphi
- ECO

## Java
- Hibernate
- OJB – Da Apache Software Foundation

## JavaScript
- Sequelize
- Mongoose

## Ruby
- Active Record

## Perl
- DBIx::Class

## PHP
- Propel ORM  – Mapeamento Objeto-Relacional para PHP5
- Syrius ORM  – Framework ORM escrito em PHP
- Eloquent ORM - Framework ORM

## Plataforma .NET
- ADO.NET Entity Framework – Para a linguagem de programação Visual Basic.NET e C#;
- NHibernate - Para a linguagem de programação .NET;

## Python
- Django, ORM incluído no framework Django, código aberto
- SQLAlchemy, código aberto
- SQLObject, código aberto
- Storm, código aberto (LGPL 2.1) desenvolvido na Canonical Ltd.
- Tryton, código aberto
- web2py, as facilidades de um ORM são tratadas pela DAL no web2py, código aberto